# La Hoyada (estación)
La Hoyada es una estación del Metro de Caracas, perteneciente a la Línea 1, con transferencia a BusCaracas, inaugurado el 2 de enero de 1983 como el final de la línea hasta su extensión el 27 de marzo de 1983 de seis estaciones hasta la estación Chacaíto.
Se ubica en la Avenida Universidad, entre las esquinas de Corazón de Jesús (esquina con Avenida Fuerzas Armadas) y Coliseo. Tiene salidas hacia la Avenida Universidad y hacia la Avenida Fuerzas Armadas, donde sale hacia el Terminal de Nuevo Circo.
En el Plan Maestro de los 90s, estaba planeado de conectar con un ramal de la línea 3 que recorrerá desde El Valle hasta las inmediaciones del Panteón Nacional, Hoy en día, el Nuevo Ramal de Línea 3 ha sido cancelado y mismo ramal se convirtió en ruta de BusCaracas, Inaugurado el 3 de octubre de 2012, desde la Estación Las Flores Hasta la Estación Los Ilustres. 